# Acrotylus hottentottus
Acrotylus hottentottus är en insektsart som beskrevs av Henri Saussure 1884. Acrotylus hottentottus ingår i släktet Acrotylus och familjen gräshoppor. Inga underarter finns listade i Catalogue of Life.